# Atollo Thiladhunmathi Dhekunuburi
L'atollo Thiladhunmathi Dhekunuburi (Thiladhunmathi Sud), nome ufficiale per atollo Haa Dhaalu, è un atollo amministrativo situato nel nord dell'arcipelago delle Maldive e occupa la parte meridionale del più vasto Atollo Thiladhunmathi che il 21 maggio 1958 fu diviso nelle due sezioni amministrative Atollo Thiladhunmathi Uthuruburi a Nord e atollo Thiladhunmathi Dhekunuburi a Sud. Questo atollo amministrativo comprende l'isola di Makunudhoo con la sua grande barriera corallina e l'atollo Thiladhunmathi.
Un aeroporto internazionale, l'Aeroporto Internazionale di Hanimaadhoo, è situato sull'isola di Hanimaadhoo a 11 km dal capoluogo Kulhudhuffushi.

## Isole abitate
Faridhoo Finey Hanimaadhoo Hirimaradhoo Kulhudhuffushi Kumundhoo Kunburudhoo Kurinbi Maavaidhoo Makunudhoo Naivaadhoo Nellaidhoo Neykurendhoo Nolhivaram Nolhivaranfaru Vaikaradhoo.

## Isole disabitate
Bodunaagoashi Dafaru Fasgandu Dhorukanduhuraa Fenboahuraa Hirinaidhoo Hondaafushi Hondaidhoo Innafushi Kamana Kattalafushi Kaylakunu Kudamuraidhoo Kudanaagoashi Muiri Rasfushi Ruffushi Vaikaramuraidhoo Veligandu.
Isole turistiche, aeroporti e isole industriali sono considerate disabitate.